# Шарман-Лоу, Тедди
Те́дди Сэ́мьюэл Ша́рман-Ло́у (англ. Teddy Samuel Sharman-Lowe; родился 30 марта 2003) — английский футболист, вратарь клуба «Челси». В сезоне 2025/26 выступает за «Болтон Уондерерс» на правах аренды.

## Клубная карьера
Уроженец Лестера, Шарман-Лоу начал футбольную карьеру в академии местного клуба «Лестер Сити». С 2017 по 2020 год тренировался в академии клуба «Бертон Альбион».
В сентябре 2020 года подписал контракт с «Челси», после чего вернулся в «Бертон Альбион» на правах аренды до конца сезона 2020/21.
13 января 2023 года отправился в аренду в клуб «Хавант энд Уотерлувилл», выступавший в Южной Национальной лиге.
В июле 2023 года отправился в аренду в клуб Национальной лиги «Бромли».
В июне 2024 года отправился в аренду в клуб Лиги 2 «Донкастер Роверс». Помог команде выиграть Лигу 2 сезона 2024/25.
В июне 2025 года подписал с «Челси» двухлетний контракт, после чего отправился в аренду в клуб Лиги 1 «Болтон Уондерерс».

## Карьера в сборной
Выступал за сборные Англии до 17, до 19, до 20 лет и до 21 года.

## Достижения
«Донкастер Роверс»
- Победитель Лиги 2: 2024/25

Сборная Англии (до 19 лет)
- Победитель чемпионата Европы (до 19 лет): 2022

Сборная Англии (до 21 года)
- Чемпион Европы среди юношей до 21 года: 2025